# Фомм, Клара-Гермина
Кла́ра-Герми́на Фомм (нем. Klara-Hermine Fomm, известна также как Кла́ра Фомм, нем. Klara Fomm; род. 26 октября 1999, Диппольдисвальде, Дрезден) — немецкая кёрлингистка.
Играет в основном на позиции первого.
Начала заниматься кёрлингом в 2010, в возрасте 11 лет.

## Достижения
- Чемпионат Европы по кёрлингу: бронза (2018, 2021).

## Команды
| Сезон   | Четвёртый    | Третий      | Второй             | Первый             | Запасной           | Тренер                             | Турниры                                                       |
| ------- | ------------ | ----------- | ------------------ | ------------------ | ------------------ | ---------------------------------- | ------------------------------------------------------------- |
| 2015—16 | Майке Беер   | Эмира Аббес | Миа Хёне           | Лена Капп          | Клара-Гермина Фомм | Геза Ангрик                        | ЧМЮ-Б 2016 (11 место)                                         |
| 2018—19 | Даниэла Йенч | Эмира Аббес | Аналена Йенч       | Клара-Гермина Фомм | Лена Капп (ЧЕ)     | Ули Капп                           | ЧЕ 2018                                                       |
| 2018—19 | Даниэла Йенч | Эмира Аббес | Клара-Гермина Фомм | Аналена Йенч       | Миа Хёне (ЧМ)      | Ули Капп, Маттиас Симон (ЧМ)       | ЧМ 2019 (9 место)                                             |
| 2019—20 | Даниэла Йенч | Эмира Аббес | Клара-Гермина Фомм | Аналена Йенч       | Миа Хёне           | Кит Вендорф                        | ЧЕ 2019 (5 место)                                             |
| 2020—21 | Даниэла Йенч | Миа Хёне    | Клара-Гермина Фомм | Аналена Йенч       | Эмира Аббес        | Ули Капп, Juliane Straehle         | ЧМ 2021 (9 место)                                             |
| 2021—22 | Даниэла Йенч | Эмира Аббес | Миа Хёне           | Аналена Йенч       | Клара-Гермина Фомм | Хольгер Хёне, Ули Сутор (квал-ЗОИ) | ЧЕ 2021 · ЗОИ 2022 (квал. 2021) (6 место) · ЧМ 2022 (9 место) |

(скипы выделены полужирным шрифтом)